# جاوک
جاوک (به لاتین: Jawak) یک منطقهٔ مسکونی در افغانستان است که در کوهستانات واقع شده‌است.